# Бломберг (Нижня Саксонія)
Бломберг (нім. Blomberg) — громада в Німеччині, розташована в землі Нижня Саксонія. Входить до складу району Віттмунд. Складова частина об'єднання громад Гольтрім.
Площа — 12,80 км2. Населення становить 1904 ос. (станом на 31 грудня 2021).